# Кухарёво (Омская область)
Кухарёво — станция (населённый пункт) в Исилькульском районе Омской области. Входит в состав Кухарёвского сельского поселения.

## История
Основана в 1919 году. В 1928 г. разъезд Горькое состоял из 39 хозяйств, основное население — русские. В административном отношении — в составе Горькушинского сельсовета Москаленского района Омского округа Сибирского края.

## Население
| 1926 | 2002 | 2010 |
| ---- | ---- | ---- |
| 164  | ↗204 | ↘162 |

## Улицы
На станции имеются две улицы: Привокзальная и Южная.